# Parti de l'alliance du Bhoutan
Le Parti de l'alliance du Bhoutan (Druk Thuendrel Tshogpa), DTT, est un parti politique bhoutanais. Il est fondé le 2 mai 2022 et officiellement validé le 22 aout 2022. Il est dirigé par Kinga Tshering.
Il participe aux élections législatives de 2023-2024 pour la première fois. Le parti n'arrive en tête dans aucune circonscription au premier tour et se classe 5e, c'est-à-dire dernier, à l'échelle nationale.

## Résultats électoraux
| Année     | Premier tour | Premier tour | Premier tour | Second tour  | Second tour  | Second tour  | Sièges | +/-        | Position            |
| Année     | Voix         | %            | Rang         | Voix         | %            | Rang         | Sièges | +/-        | Position            |
| --------- | ------------ | ------------ | ------------ | ------------ | ------------ | ------------ | ------ | ---------- | ------------------- |
| 2023-2024 | 30 814       | 9,84         | 5e           | Non qualifié | Non qualifié | Non qualifié | 0 / 47 | Parti créé | Extra-parlementaire |